# Liste der Bodendenkmäler in Rimsting
Auf dieser Seite sind die Bodendenkmäler in der oberbayerischen Gemeinde Rimsting zusammengestellt. Diese Tabelle ist eine Teilliste der Liste der Bodendenkmäler in Bayern. Grundlage ist die Bayerische Denkmalliste, die auf Basis des Bayerischen Denkmalschutzgesetzes vom 1. Oktober 1973 erstmals erstellt wurde und seither durch das Bayerische Landesamt für Denkmalpflege geführt wird. Die folgenden Angaben ersetzen nicht die rechtsverbindliche Auskunft der Denkmalschutzbehörde.

## Bodendenkmäler der Gemeinde Rimsting

### Bodendenkmäler in der Gemarkung Greimharting
| Lage                    | Objekt | Akten-Nr.     | Bild |
| ----------------------- | --- | ------------- | ---- |
| Greimharting (Standort) | Verebnete Grabhügel mit Bestattungen der älteren Bronzezeit und der römischen Kaiserzeit. | D-1-8139-0168 |      |
| Greimharting (Standort) | Untertägige spätmittelalterliche und frühneuzeitliche Befunde und Funde im Bereich der Katholischen Filialkirche St. Petrus und St. Leonhard in Greimharting und ihres Vorgängerbaus mit aufgelassenem Friedhof. Siehe auch: St. Petrus und St. Leonhard | D-1-8139-0170 |      |

### Bodendenkmäler in der Gemarkung Pietzing
| Lage                | Objekt                                                                         | Akten-Nr.     | Bild |
| ------------------- | ------------------------------------------------------------------------------ | ------------- | ---- |
| Pietzing (Standort) | Hofwüstung des späten Mittelalters und der frühen Neuzeit (Einöde Stiedering). | D-1-8139-0202 |      |

### Bodendenkmäler in der Gemarkung Rimsting
| Lage                | Objekt | Akten-Nr.     | Bild |
| ------------------- | --- | ------------- | ---- |
| Rimsting (Standort) | Untertägige mittelalterliche und frühneuzeitliche Befunde und Funde im Bereich der Katholischen Filial- und Wallfahrtskirche St. Salvator in Sankt Salvator und ihrer Vorgängerbauten. Siehe auch: Wallfahrtskirche St. Salvator (Rimsting) | D-1-8139-0199 |      |
| Rimsting (Standort) | Körpergräber vor- und frühgeschichtlicher Zeitstellung. | D-1-8140-0079 |      |
| Rimsting (Standort) | Siedlung oder Gräberfeld der römischen Kaiserzeit. | D-1-8140-0169 |      |
| Rimsting (Standort) | Brandgräber der mittleren römischen Kaiserzeit. | D-1-8140-0170 |      |
| Rimsting (Standort) | Siedlung oder Gräberfeld der römischen Kaiserzeit. | D-1-8140-0171 |      |
| Rimsting (Standort) | Untertägige mittelalterliche und frühneuzeitliche Befunde und Funde im Bereich der Katholischen Pfarrkirche St. Nikolaus in Rimsting und ihrer Vorgängerbauten. Siehe auch: St. Nikolaus (Rimsting)                                         | D-1-8140-0173 |      |